# Haralt Lucas
Haralt Lucas (Nijeveen, 26 december 1980) is een Nederlands voormalig korfballer en korfbalcoach. Hij werd als speler kampioen bij DOS'46.

## Spelerscarrière
Lucas speelde zijn volledige spelerscarrière bij DOS'46 uit Nijeveen.
Hij debuteerde in seizoen 1998-1999, op 18-jarige leeftijd, in het 1e team van de club. Hij speelde 13 seizoenen in het eerste team en stopte in 2011.
In zijn periode als speler won hij 4 Nederlandse en 3 Europese titels.

## Erelijst
- Nederlands Kampioen zaalkorfbal, 3x (2006, 2007, 2009)
- Nederlands Kampioen veldkorfbal, 1x (2007)
- Europa Cup Kampioen zaalkorfbal, 3x, (2007, 2008, 2010)

## Voorzitterschap
In 2020 werd Lucas benoemd tot de nieuwe voorzitter van DOS'46, na een onrustig verlopen half jaar. In de eerste helft van 2020 werd hoofdcoach Pascal Zegwaard ontslagen en ook maakte een aantal belangrijke spelers bekend te stoppen bij de club.